# Potok, Nazarje
Potok este o localitate din comuna Nazarje, Slovenia, cu o populație de 141 de locuitori.